# Saint-Michel-Mont-Mercure
Saint-Michel-Mont-Mercure foi uma comuna francesa na região administrativa da Pays de la Loire, no departamento de Vendéia. Estendia-se por uma área de 25,76 km². Em 2010 a comuna tinha 1 984 habitantes (densidade: 77 hab./km²).
Em 1 de janeiro de 2016, passou a formar parte da nova comuna de Sèvremont.